# Aphelasterias
Aphelasterias is een geslacht van zeesterren uit de familie Asteriidae.

## Soorten
- Aphelasterias changfengyingi Baranova & Wu, 1962
- Aphelasterias japonica (Bell, 1881)